# Leptostylus ochropygus
Leptostylus ochropygus är en skalbaggsart som beskrevs av Bates 1885. Leptostylus ochropygus ingår i släktet Leptostylus och familjen långhorningar.
Artens utbredningsområde är:
- Costa Rica.
- Guatemala.
- Honduras.

Inga underarter finns listade i Catalogue of Life.